# 주에쓰 지방
주에쓰 지방(일본어: 中越地方, ちゅうえつちほう)은 일본 니가타현 중부를 가리킨다. 중심지는 나가오카시이다.
나카에치고(일본어: 中越後, なかえちご, 에치고노쿠니 중부)에서 유래했다.

## 자치체
- 가모시
- 가시와자키시
- 나가오카시
- 도카마치시
- 미나미우오누마시
- 미쓰케시
- 산조시
- 오지야시
- 우오누마시